# Castradina
La castradina è un antico cibo a base di cosciotto di montone salato, affumicato e poi stagionato, usato per fare una gustosa zuppa con l'aggiunta di foglie di verza, cipolle e vino, che tradizionalmente viene gustata alla vigilia della festa della Madonna della Salute (21 novembre).

## Storia
I veneziani la conoscono già dal 1173: infatti nel calmiere del doge Sebastiano Ziani è menzionata la sicce vero carnis de Romania et de Sclavinia ad indicare la provenienza dall'Albania, dalla Bosnia e dalla Slavonia. La castradina arrivava a Venezia fino al 1914 sui trabaccoli e sulle tartane albanesi battenti bandiera turca o austroungarica e veniva servita direttamente dalle barche ormeggiate alla riva degli Schiavoni.